# Abstoma
Abstoma — рід грибів родини Agaricaceae. Назва вперше опублікована 1926 року.

## Класифікація
Згідно з базою Mykobank до роду Abstoma відносять 8 видів:
- Abstoma fibulaceum
- Abstoma laevisporum
- Abstoma pampeanum
- Abstoma purpureum
- Abstoma reticulatum
- Abstoma stuckertii
- Abstoma townei
- Abstoma verrucisporum